# Mario Strikers: Charged
Mario Strikers Charged (en Europa Mario Strikers: Charged Football) es un videojuego de fútbol desarrollado por Next Level Games y publicado por Nintendo para la consola Wii. Llegó al mercado el 25 de mayo de 2007 en Europa, el 30 de julio de 2007 en Norteamérica y el 20 de septiembre de 2007 en Japón. Es el segundo juego de la saga Mario Strikers, teniendo la misma temática que su predecesor Super Mario Strikers con algunas modificaciones en la jugabilidad.
En América este se convirtió en el primer juego de la franquicia de Mario en tener una clasificación de E10+ por parte de la ESRB, otros juegos anteriores donde aparecía Mario como Super Smash Bros. Melee que tenía clasificación T por ejemplo, no cuenta al ser un crossover de varias franquicias de Nintendo.

## Características
- Control del jugador: El jugador se mueve usando el stick de control de Nunchuk. Pulsando el botón A se pasa el balón y con el botón B disparas la pelota hacia la portería. Con la cruz de control se pueden hacer regates espectaculares y sacudiendo el Wiimote se hacen entradas al contrario que le dejan aturdido unos instantes.

- Los capitanes: Se elige un capitán por equipo que será la pieza clave del partido. Cada capitán tiene su propia super habilidad, y también su propio Mega Strike: Cuando cargas la pelota con el capitán (dejando punsado el botón B), aparece el medidor de potencia y velocidad del Mega Strike. Coloca la barra en el sitio adecuado y la pelota se dividirá en 6 balones(5, 4 o 3 balones depende de donde se apunte en la barra de potencia) que se dirigirán volando hacia la portería. El otro jugador deberá apuntar a la pantalla y ser el portero para intentar parar los balones.

- Características del juego: Mario Strikers Charged Football ofrece la posibilidad de jugar tu propia liga en el modo de un jugador, competir contra tus amigos en el modo multijugador y jugar contra todo el mundo en el modo En línea.

## Opciones del juego
- Escuela de Fútbol: aquí aprenderás la teoría de juego y los movimientos básicos que debes saber antes de convertirte en una leyenda.

- Dominación: aquí podrás jugar contra la CPU y practicar tu estilo de juego. Puedes jugar de distintas maneras: quien llegue primero a los x goles, con reloj o con reglas especiales.

- Copa Goleadores: aquí comenzarás tu camino hacia la victoria formando parte de torneos.

- Situaciones límite: aquí podrás competir en los desafíos de cada personaje. Aquí es donde desbloqueas las cartas especiales que puedes utilizar en el Modo Dominación.

- Salón de la Fama: aquí podrás revisar tus logros después de haber jugado en el Modo Copa Goleadores o en el Modo Situaciones Límite.

- Conexión Wi-Fi: aquí, mediante la conexión Wi-Fi de Nintendo, podrás competir contra otras personas del mundo, ganando torneos y clasificando para subir de rango.(no puedes poner pausa ni menú home)

## Personajes
Los personajes son:
| Capitanes - Mario - Princesa Peach - Donkey Kong - Waluigi - Luigi - Wario - Bowser - Yoshi - Princesa Daisy - Bowser Jr./Bowsy (desbloqueable): lo consigues ganando la copa fuego - Diddy Kong (desbloqueable): lo consigues ganando la copa cristal - Pepito/Floro Piraña (desbloqueable): lo consigues ganando la copa goleadores | Compañeros de Equipo - Birdo - Boo - Dry Bones - Hammer Bro. - Koopa - Monty Mole - Shy Guy - Toad Portero - Kritter |

## Campos de juego
los campos de juego o canchas que se encuentran disponibles son varios y éstos son:
- La Torre
- Isla Tormentosa
- Tumba de Arena
- Aula
- Lago de Lava (desbloqueable) (Vence a Bowser Jr. en la final de la Copa Fuego)
- Yermo (desbloqueable) (Gana el trofeo Muro Defensivo y la Bota de Oro de la Copa Fuego)
- Cañón Cristalino (desbloqueable) (Vence a Diddy Kong en la final de la Copa Cristal)
- Vertedero (desbloqueable) (Gana el trofeo Muro Defensivo y la Bota de Oro de la Copa Cristal)
- Barco Relámpago (desbloqueable) (Vence a Petey en la final de la Copa Goleadores)
- Estadio Galáctico (desbloqueable)(Gana el trofeo Muro Defensivo y la Bota de Oro de la Copa Goleadores)

Estadios clásicos de Super Mario Strikers
- La Cupula
- Estadio Bowser
- El Crater
- Coliseo Konga
- Palacio
- Estadio Central
- Subterráneo

## Formas de juego y objetivos
En este videojuego hay diferentes formas de ganar dependiendo de si juegas contra la consola o juegas contra otros jugadores en el modo En línea.
- VS: es mucho más sencillo que en el Online puesto que cuando consigues descubrir una forma de juego que funcione, la CPU nunca la consigue evitar, ya que al ser una máquina no aprende de los errores con excepción del nivel 5 (Modo Supercampeon), pero no comete errores. Esta forma de juego te permite elegir el nivel de dificultad (si juegas en el Modo Dominación entre 5 niveles y si juegas en La Copa Goleadores entre 2).

- Juego Online: en esta modalidad de juego no es aconsejable repetir siempre la misma técnica, ya que el otro jugador posee inteligencia humana y por tanto memoria, por esta razón cuando le hagas dos goles o tres de la misma forma, lo normal es que sepa cómo evitarlo. Por esa razón sería aconsejable desarrollar una técnica como principal y otras dos o tres como secundarias de modo que al hacer la principal, el jugador estará pensando en evitar esa técnica y podremos hacer las otras con mayor facilidad. Este modo en si es mucho más difícil que El vs CPU.

- Copa Goleadores: En este modo se participa en tres toerneos o copas. Se elige un equipo y con ese equipo se juegan todas las copas.El objetivo es ganar la Copa Goleadores.

## Curiosidades
- Es notable, que a partir de la copa Cristal todos los equipos tienen un Birdo o Monty Mole en su equipo.
- Es el primer juego de Mario en tener una clasificación E10+ (para mayores de 10 años), el segundo siendo Mario & Luigi: Dream Team para Nintendo 3DS en 2013.